# География Якутии

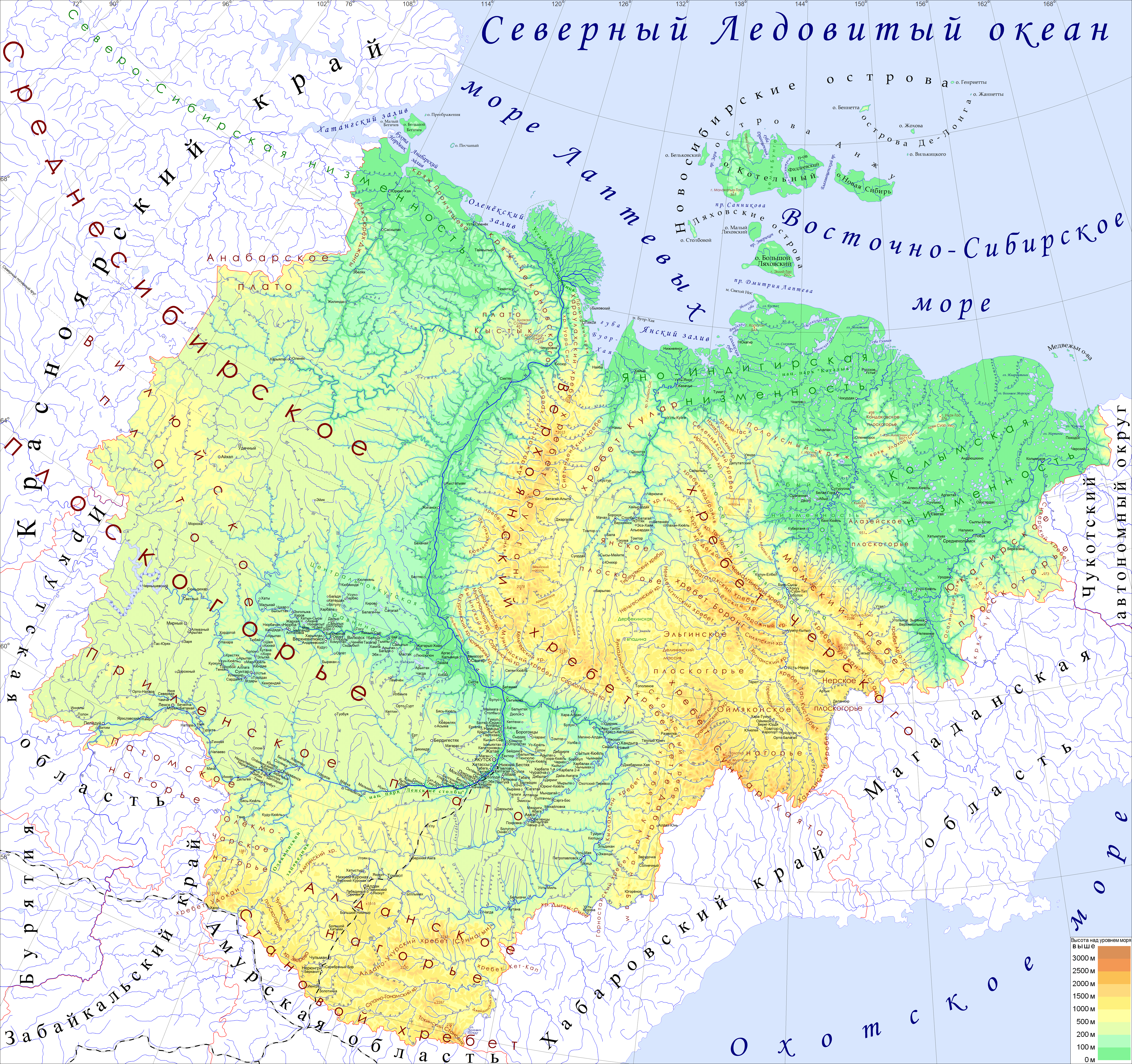
Физическая карта Республики Саха.

Республика Саха (Якутия) расположена на северо-восточной части Дальнего Востока России. Площадь составляет 3 083 523 км², по площади Якутии занимает первое место среди регионов России и первое место среди всех административных единиц мира. Территория республики вытянута на 2500 км с севера на юг и на 2000 км с запада на восток. На территория республики имеются запасы алмазов, природного газа, золота, олова, сурьмы, урана, угля, нефти и других ископаемых ресурсов. 

## Географическое положение
Республика граничит с восьмью субъектами России: на западе — с Красноярским краем, на юго-западе — с Иркутской областью, на юге — с Амурской областью и Забайкальским краем, на востоке — с Хабаровским краем, на северо-востоке — с Магаданской областью и Чукотским автономным округом. 
Крайние точки территории республики:
1. Западная: 67°00′ с. ш. 105°18′ в. д.HGЯO
2. Восточная: 68°16′34″ с. ш. 162°23′50″ в. д.HGЯO
3. Северная, материковая: 74°00′02″ с. ш. 112°49′44″ в. д.HGЯO
  1. Северная, островная: 77°06′41″ с. ш. 156°34′39″ в. д.HGЯO (остров Генриетты)
4. Южная: 55°29′17″ с. ш. 128°46′35″ в. д.HGЯO

## Гидрология

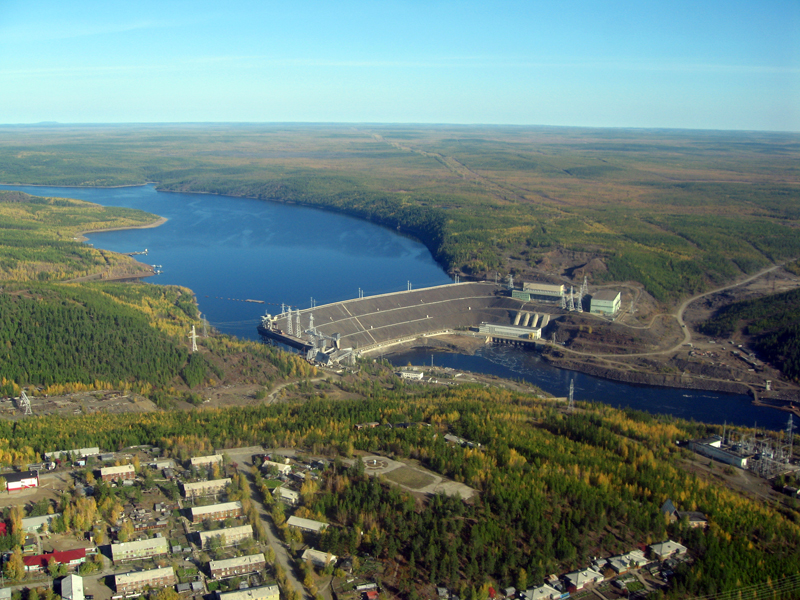
Вилюйская ГЭС
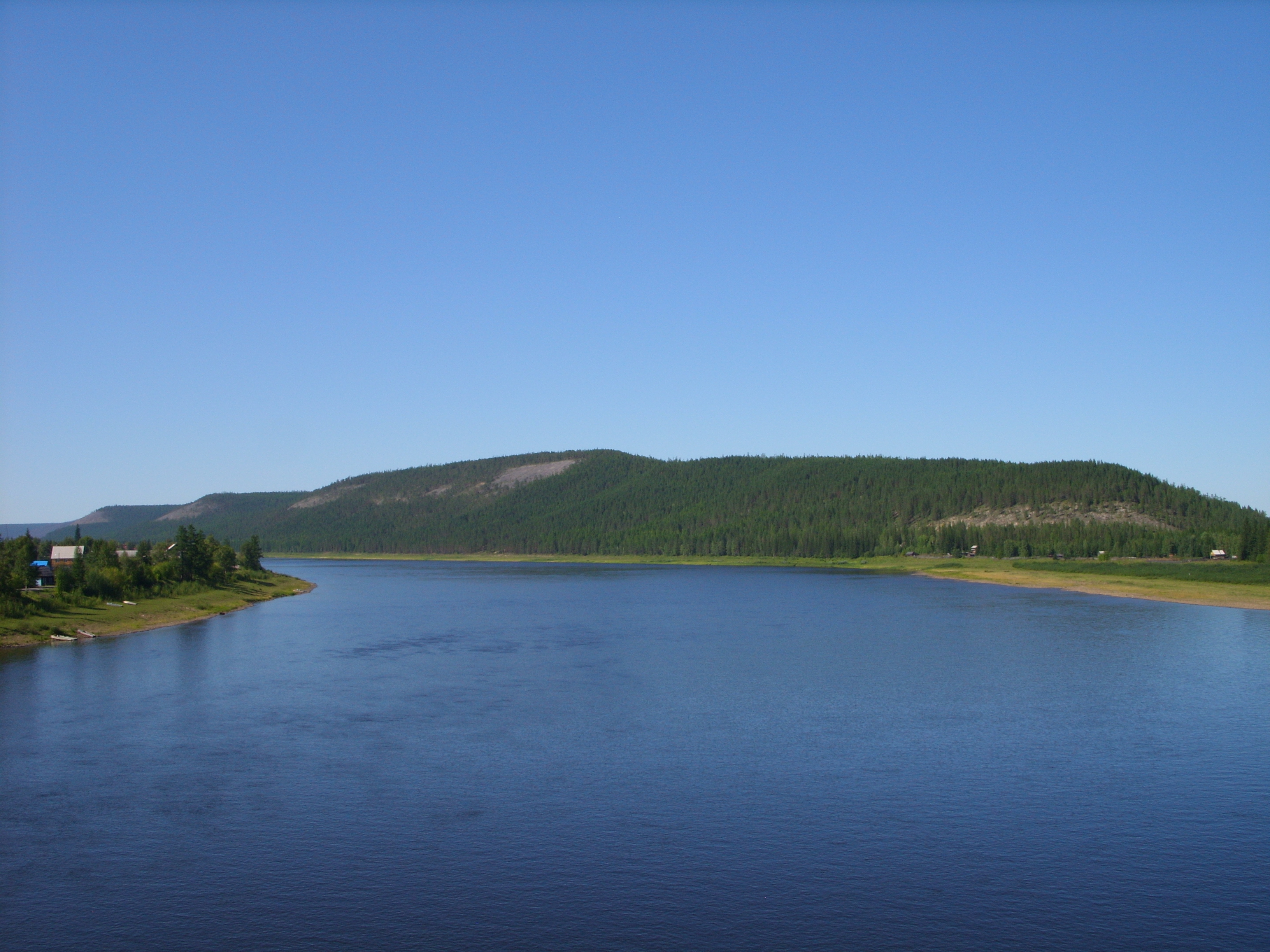
Река Алдан
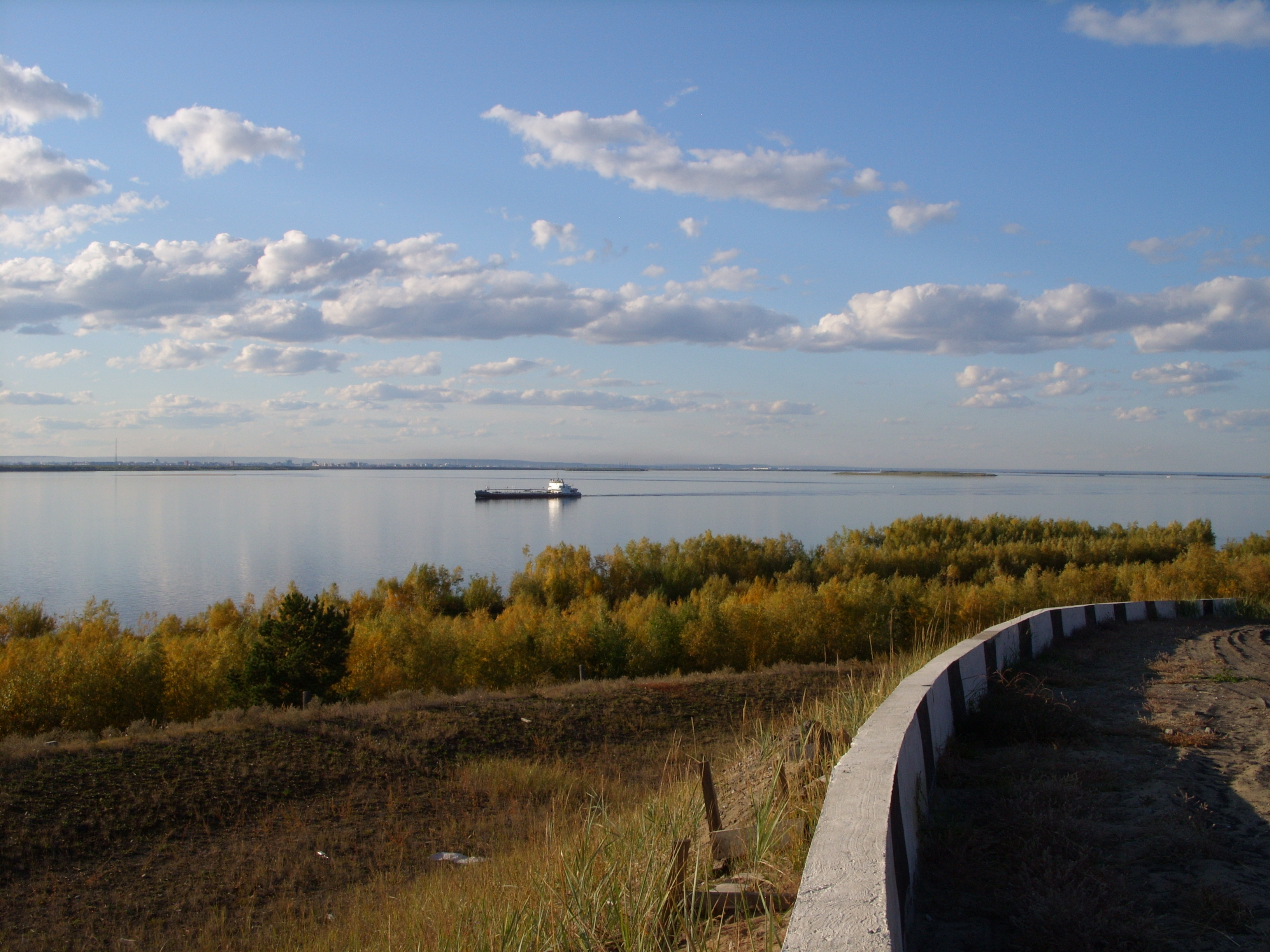
Река Лена, напротив Якутска
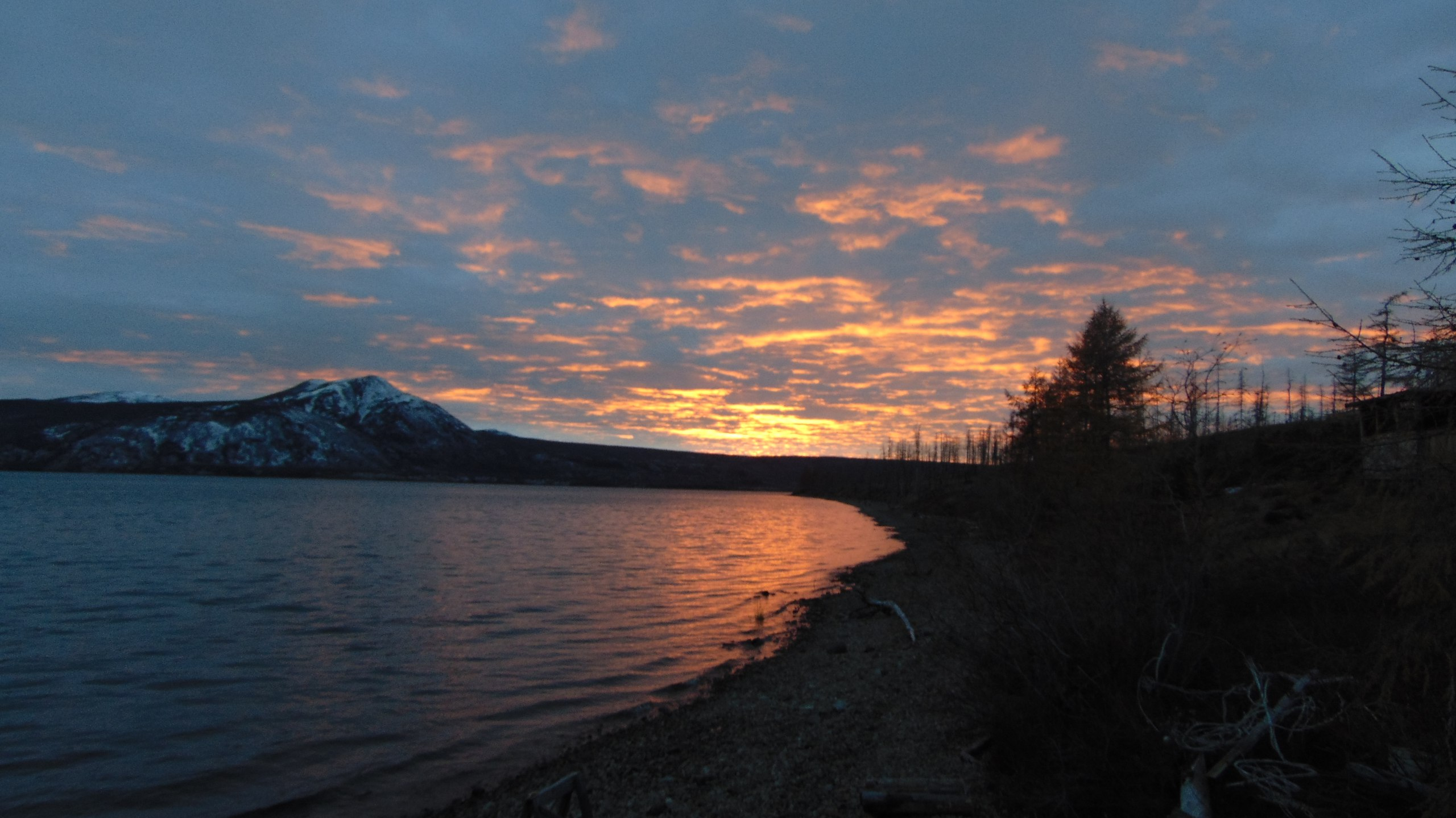
Озеро Лабынкыр

## Административно-территориальное деление
Республика Саха разделяется на 36 муниципальных образований: 34 улуса (района) и 2 городских округа (Жатай и Якутск), улусы же разделяются на наслега (сельские поселения). Всего имеется 36 муниципальных образований, 34 улуса (района) (в том числе 365 наслегов, из них 31 — национальные), 2 городских округа.